# Liste der Straßennamen von Frankfurt am Main/H

## Ha
Haardtwaldplatz und Haardtwaldstraße, Niederrad
Der Haardtwald ist ein Quarzit-Landrücken im Hunsrück. Höchste Erhebung der Haardtkopf (658 m).
Habelstraße, Heddernheim
Friedrich Gustav Habel (1792–1867), Archivar aus Wiesbaden-Schierstein, unternahm in den Jahren 1853 bis 1862 größere wissenschaftliche Untersuchungen der Saalburg und der Ruinenfelder von Nida. Habel wird dabei finanziell unterstützt durch die Spielbank Bad Homburg. Er kaufte zu symbolischen Preisen auch diverse Burgen, z. B. Reichenberg und Mildenburg in Miltenberg, um sie vor dem endgültigen Verfall zu schützen.
Habsburgerallee, Ostend
Teil des Alleenrings, benannt nach der in Wien regierenden Dynastie der Habsburger, die von allen Häusern die meisten deutschen Kaiser stellte und für die Kaiserstadt Frankfurt von großer Bedeutung war.
Hachenburger Straße, Sossenheim
Hachenburg, Stadt im Westerwaldkreis in Rheinland-Pfalz.
Hadamarer Straße, Sossenheim
Hadamar, Kleinstadt im Landkreis Limburg-Weilburg. Bekannt ist Hadamar für die am Stadtrand gelegene „Klinik für Forensische Psychiatrie“, in deren Nebengebäuden sich auch die Gedenkstätte Hadamar befindet. Dort wird an die Ermordung von Menschen mit Behinderungen und psychischen Erkrankungen während der Zeit des Nationalsozialismus in der NS-Tötungsanstalt Hadamar erinnert.
Hadrianstraße, Heddernheim (Römerstadt)
Hadrian (76–138), voller Name Publius Aelius Hadrianus, römischer Kaiser ab 118. Der Bau des Hadrianswalls zwischen England und Schottland erfolgte auf seine Weisung. Ein düsteres Kapitel ist sein Versuch, die Juden auszurotten und ihren Glauben zu verbieten. Die Straße liegt auf dem Gebiet der ehemaligen Römerstadt Nida.
Haeberlinstraße, Eschersheim
der Justizrat Ernst Justus Haeberlin (1847–1925) hatte in dieser Straße eine Villa. Seine Leidenschaft galt dem Sammeln von römischen Münzen.
Haenischstraße, Seckbach (1933–1945 Lötzener Straße)
Konrad Haenisch (1876–1925), Redakteur und SPD-Politiker, preußischer Kultusminister von 1919 bis 1921, danach bis 1925 Regierungspräsident von Wiesbaden. Nach ihm ist eine Frankfurter Grund- und Realschule benannt.
- Lötzen, Stadt im ehemaligen Ostpreußen, heutige polnische Bezeichnung Giżycko, in der Woiwodschaft Ermland-Masuren

Haeussermannstraße, Griesheim
Karl Haeussermann (1853–1918), Chemiker, errichtete 1882 in Griesheim eine Chemiefabrik. 1891–1906 Professor an der TH Stuttgart, ab 1912 im Aufsichtsrat der Chemischen Fabrik Griesheim-Elektron.
Hafnerstraße, Griesheim
Peter Hafner, von 1867 bis 1888 letzter Ehrenbürgermeister von Griesheim.
Hagebuttenweg, Frankfurter Berg
Als Hagebutten bezeichnet man die ungiftigen Sammelnussfrüchte verschiedener Rosenarten.
Hagenstraße, Ostend
Gotthilf Heinrich Ludwig Hagen (1797–1884), Oberbaurat und Altmeister des deutschen Wasserbaus
Hahnbergweg, Zeilsheim
Der Hahnberg, an der südlichen Stadtgrenze von Niedernhausen im Rheingau-Taunus-Kreis gelegener 447 m hoher Berg.
Hahnenkammstraße, Bergen-Enkheim
Der Hahnenkamm (Spessart), 437 m hohe Erhebung im Vorspessart, Region Bayerischer Untermain. Besonders beliebt bei Mountainbikern und Wanderern.
Hahnstraße, Niederrad (1938–1945 Kesselbergstraße)
Bankier L. Anton Hahn (1825–1907) besaß in Niederrad ein Landgut. Das ihm gehörende Bankhaus wurde 1872 in Deutsche Effecten- und Wechselbank umbenannt. Der „Merkurbrunnen“ vor der Frankfurter Messe wurde von seinen Söhnen 1916 zu seinem Andenken gestiftet.
Haigerer Straße, Sossenheim
Haiger, Stadt im Lahn-Dill-Kreis
Hainer Hof, Altstadt
Das Zisterzienserkloster Haina erbaute dicht beim Dom die Bernhardskapelle an der Stelle, an der 1146 der Hl. Bernhard von Clairvaux wohnte, als er zum zweiten Kreuzzug aufrief. In der Reformationszeit gingen die Güter des Klosters in den Besitz des Landgrafen Philipp von Hessen über, schließlich auch der Hainer Hof in Frankfurt. Die (evangelische) Landgrafschaft Hessen nutzte die Anlage als Station für eine Post in Konkurrenz zur Reichspost des (katholischen) Kaisers (vgl. Thurn-und-Taxis-Platz).
Hainer Weg, Sachsenhausen
Diese alte Landstraße führte zur Burg Hayn (auch Hain) in Dreieichenhain in der heutigen Stadt Dreieich. Dort war der Sitz der Vogtei zur Verwaltung des heutigen Stadtwaldes.
Haingrabenstraße, Praunheim
Praunheim war durch einen Haingraben geschützt, dessen Verlauf im alten Dorfkern noch zu erkennen ist. Er war mit Dornengebüsch und Bäumen gesichert und sollte Überfälle und Diebstahl verhindern.
Haingasse, Bergen-Enkheim
die Haingasse bildete einen Teil der Landwehr, die von den Grafen von Hanau um Bergen gelegt wurde. Diese bestand aus einem Graben und Gebück, also einem quasi undurchdringlichen, miteinander verflochtenen Dornengebüsch am östlichen Ortsrand. Um 1500 wurde das Gebück durch eine Verteidigungsmauer ersetzt.
Hallgartenstraße, Nordend (1935–1945 Hartmann-Ibach-Straße)
Charles Hallgarten (1838–1908), Teilhaber des New Yorker Bankhauses L. Hallgarten & Co., jüdischer Deutsch-Amerikaner und großer Frankfurter Philanthrop, der sich 1877 in Frankfurt niederließ. Er engagierte sich in sozialen Projekten und förderte diverse Stiftungen für Wohlfahrts- und Fürsorgeeinrichtungen sowie zum Ausbau des Volksbildungswesens und des sozialen Wohnungsbaus.
Halmstraße, Gutleutviertel
1920 so benannt nach den landwirtschaftlichen Produkten.
Hamburger Allee, Bockenheim
Den Namen der norddeutschen Handelsstadt Hamburg trägt eine große Straße in der Nähe des Messegeländes. Ursprünglicher Name: Moltke Allee von ca. 1890 bis kurz nach dem Zweiten Weltkrieg.
Hammanstraße, Nordend
Hamman von Holzhausen (1467–1536), Älterer Bürgermeister und starker Förderer der Reformation in Frankfurt.
Hammarskjöldring, Niederursel (Nordweststadt)
Der Schwede Dag Hammarskjöld (1905–1961) war Generalsekretär der Vereinten Nationen und wurde posthum (1961) Friedensnobelpreisträger. Er kam auf dem Weg zu Friedensverhandlungen in der Kongo-Krise bei einem Flugzeugabsturz ums Leben.
Hammelsgasse, Innenstadt
Durch diese Gasse wurde Vieh auf den früher auf der Zeil stattfindenden Viehmarkt getrieben.
Hammersbacher Weg, Bergen-Enkheim
Hammersbach, Gemeinde im Main-Kinzig-Kreis
Hanauer Landstraße, Ostend und Fechenheim
Die wichtigste Ausfallstraße nach Osten führt in das rund 20 km entfernte Hanau.
Händelstraße, Nordend
Georg Friedrich Händel (1685–1759), deutsch-englischer Komponist des Barock, der vor allem durch seine zahlreichen Opern zu großer Bekanntheit gelangte. Zu seinem Hauptwerk zählen rund 40 Opern und 25 Oratorien, darunter Messiah.
Hannah-Arendt-Straße, Kalbach
Hannah Arendt (1906–1975), bedeutende jüdische Publizistin und Gelehrte deutscher Herkunft, die seit 1933 in der Emigration lebte und 1951 die US-amerikanische Staatsbürgerschaft annahm.
Hansaallee, Westend
Die Freie Reichsstadt Frankfurt war nicht Mitglied der Hanse, sondern des Rheinischen Städtebunds, trotzdem erinnert eine Straße an die erfolgreiche Union von Stadtstaaten aus deutschland und dem skandinavischen und baltischen Raum im späten Mittelalter. Im südlichen Teil erschließt die Hansaallee ein Quartier, dessen Straßen nach den Hansestädten Lübeck, Rostock und Stralsund benannt sind.
Hans-Bethe-Straße, Kalbach-Riedberg
Hans Bethe (1906–2005), in Straßburg gebürtiger Physiker, dessen Mutter Jüdin war. Besuchte das Goethe-Gymnasium und die Universität Frankfurt, wo er später als Dozent wirkte. Er verlor als sogenannter Nichtarier 1933 die Lehrerlaubnis und emigrierte in die USA, wo er an der Entwicklung der ersten Atombombe mitwirkte. 1967 erhielt er den Nobelpreis für Physik für seine Arbeiten über die Energieumwandlung in Sternen
Hans-Böckler-Straße, Unterliederbach
Hans Böckler (1875–1951), deutscher Politiker und Gewerkschaftsfunktionär. Die nach ihm benannte Hans-Böckler-Stiftung des DGB bemüht sich nach eigener Aussage um die Förderung der Mitbestimmung und die Verbesserung der Arbeitsbedingungen.
Hans-Burggraf-Anlage, Dornbusch (umbenannt 2008 von Hans-Burggraf-Platz)
Hans Burggraf (1927–2001), Psychotherapeut und CDU-Politiker, Stadtrat und Landtagsabgeordneter aus Frankfurt.
Hans-Eick-Weg, Bockenheim
Hans Eick (1906–1979), Gewerkschafter und SPD-Stadtrat.
Hansenweg, Oberrad
Nach dem Johanniterorden in Frankfurt. Darauf muss man erst einmal kommen.
Hans-Flesch-Platz, Innenstadt
Hans Flesch (1896–1945), Mediziner, Schauspieler und Rundfunkpionier. Schreibt das erste deutschsprachige Hörspiel für den Rundfunk. 1929 Intendant des Berliner Rundfunks, 1933 im KZ inhaftiert, 1942 als Truppenarzt dienstverpflichtet und in den letzten Kriegswochen bei Berlin verschollen.
Hans-Herkommer-Ring, Kalbach-Riedberg
Hans Herkommer (1887–1956), deutscher Architekt, mit Schwerpunkt Kirchenbau, so auch die Frauenfriedenskirche in Frankfurt-Bockenheim, erbaut 1927–1929.
Hans-Kobald-Weg, Nied
Hans Kobald (1906–1967), SPD-Lokalpolitiker, Mitbegründer und Vorsitzender des Vereinsrings Nied und des Hessischen Landessportbundes.
Hans-Loskant-Weg, Höchst
Johannes (Hans) Loskant (1915–1999), Leitender Werksarzt bei den Farbwerke Hoechst und CDU-Stadtverordneter, Verfasser des Werks Werksärztlicher Dienst und Gesundheitsschutz in der chemischen Industrie, einem Referenzwerk auf diesem Sektor.
Hans-Pfitzner-Straße, Schwanheim
Hans Erich Pfitzner (1869–1949), deutscher Komponist und Dirigent. Er studierte im Hoch'schen Konservatorium. Sein bekanntestes Werke ist die Oper Palestrina. Die Ehrung des „erwiesenen Antisemiten und Holocaustleugners“ wurde im Januar 2021 rückgängig gemacht und die Straße in Lilo-Günzler-Straße umbenannt.
Hans-Poelzig-Straße, Kalbach-Riedberg
Hans Poelzig (1869–1936), Architekt, Maler und Hochschullehrer. Bekannt durch den Poelzig-Bau der Goethe-Universität in Frankfurt, vormals das Verwaltungsgebäude der I.G. Farben, das er für diese 1928 entwarf und das 1931 fertiggestellt ward. Nach 1945 diente es als  Europazentrale der amerikanischen Streitkräfte und Hauptquartier des V. US-Korps.
Hans-Sachs-Straße, Bockenheim
Hans Sachs (1494–1576), Nürnberger Spruchdichter, Meistersinger und Dramatiker. Richard Wagner hat ihm in seiner Oper Die Meistersinger von Nürnberg ein musikalisches Denkmal gesetzt.
Hansteinstraße, Nordend
Der kaiserliche Oberst Konrad von Hanstein († 1553) bewies während der dreiwöchigen Belagerung von Frankfurt 1552 durch die protestantischen Fürsten sein Können. Die Stadt konnte gehalten und eine Plünderung verhindert werden.
Hans-Thoma-Straße, Sachsenhausen
Hans Thoma (1839–1924), deutscher Maler und Grafiker. Von 1877 bis 1899 wohnte er in Frankfurt und gehörte zum weiteren Kreis der Kronberger Malerkolonie. Im Städel hängen viele seiner Werke.
Hardenbergstraße, Gutleutviertel
Karl August Fürst von Hardenberg (1750–1822), preußischer Staatsmann und Reformer.
Harkortstraße, Riederwald
Friedrich Harkort (1793–1880), Industrieller und Politiker, auch als „Vater des Ruhrgebiets“ betitelt. Aus der von ihm gegründeten Firma, in der er vorbildlich eine Betriebskrankenkasse einführte, ging später die Demag hervor.
Harry-Fuld-Straße, Gallus
Harry Fuld (1879–1932), deutscher Industrieller. 1899 gründete Fuld zusammen mit Carl Lehner (1871–1969) in Frankfurt die Deutsche Privat Telephon Gesellschaft H. Fuld & Co, aus der nach Auftragsboykott und Arisierung 1937 die Telefonbau & Normalzeit GmbH (T&N), heute Tenovis, hervorging.
Harthweg, Schwanheim
Harth ist die frühere Bezeichnung für Wald, der Weg führt in den Schwanheimer Wald.
Hartmann-Ibach-Straße, Nordend
Hartmann Ibach (um 1487–1533), war ein Theologe (Franziskaner) und evangelischer Prediger der Reformationszeit. 1522 hielt er in Frankfurt die ersten evangelischen Predigten in der Katharinenkirche. Der Rat der Stadt verweigerte die vom Bischof von Mainz geforderte Auslieferung, Frankfurt wandte sich dem neuen protestantischen Glauben zu. Bis 1945 hatte die Hartmann-Ibach-Straße den Verlauf der heutigen Hallgartenstraße. Mit Wirkung vom 9. August 1945 wurde die Wiesenstraße nordwestlich der Burgstraße in Hartmann-Ibach-Straße umbenannt, wobei die Hausnummerierung beibehalten wurde, so dass die Hartmann-Ibach-Straße mit 51 bzw. 54 beginnt. Gleichzeitig wurde die alte Hartmann-Ibach-Straße in Hallgartenstraße umbenannt.
Hartmannsweilerstraße, Griesheim
Der Hartmannswillerkopf, französisch Vieil Armand (956 m) bei Mülhausen in den Vogesen war einer der am schwersten umkämpften Punkte der Front des Ersten Weltkrieges. Im Laufe von zwei Jahren starben an diesem Vogesenpass etwa 30.000 deutsche und französische Soldaten, ohne dass eine der beiden Seiten größere Erfolge erzielen konnte.
- Bis zur Eingemeindung Griesheims nach Frankfurt am 1. April 1928 Neustraße und Frankfurter Straße, anschließend nach dem letzten Griesheimer Bürgermeister Benno-Schubert- bzw. Bennostraße, im Nationalsozialismus umbenannt in Hartmannsweilerstraße.

Hartmannweg, Seckbach
Johann Anton Hartmann, von 1862 bis 1867 letzter Major und Kommandant des Frankfurter Löschbataillons, aus dem sich die Berufsfeuerwehr entwickelte.
Hasengasse, Altstadt
In der Straße stand einst das Haus „Zu den drei Hasen“. Hier wohnte im Haus Nr. 3 Johann Christian Senckenberg (Zählung weicht von der heutigen Zählung der Hausnummern ab).
Hasselhorstweg, Sachsenhausen
Prof. Johann Heinrich Hasselhorst (1825–1904), ein in Frankfurt geborener Kunstmaler, war zunächst Schüler am Städelschen Kunstinstitut sowie von 1860 bis 1895 dort Lehrer.
Hattsteiner Straße, Rödelheim
Die Herren von Hattstein waren im Mittelalter ein angesehenes Adelsgeschlecht, das um 1767 ausstarb. Kleine Reste ihrer Burg in der heutigen Gemeinde Schmitten (Hochtaunus) lassen ihre vormalige Bedeutung nicht erahnen. Die Beziehungen zu Frankfurt waren wechselvoll und nicht immer die besten.
Hauermauerweg, Bergen-Enkheim
Alter Verbindungsweg südwestlich von Bergen, nur für Fußgänger; verläuft vom Neuen Weg hinter dem Friedhof bis zum Florianweg. 1566 in den Akten des Frankfurter Allgemeinen Almosenkastens als (Weingarten) vff der hawermauern belegt. Der Naturschutzbund HGON hat in der Nähe Streuobstwiesen erworben.
Häuserhofweg, Zeilsheim
Der Feldweg führt zum Hof „Hausen vor der Sonne“, umgangssprachlich „Häuserhof“ genannt. Dessen Existenz begann schon zur Römerzeit. Lange Zeit gehörte er den Herren von Eppstein.

## He
Hebelstraße, Nordend
Johann Peter Hebel (1760–1826), deutscher Dichter, evangelischer Theologe und Pädagoge, mundartlich alemannischer Prägung.
Heckerstraße, Schwanheim
Friedrich Hecker (1811–1881), Rechtsanwalt, berühmtester Anführer der Märzrevolution 1848. Der Heckeraufstand und die Badische Revolution wurden, obwohl von preußischen Truppen blutig niedergeschlagen, zum Mythos für die Befreiung von der Feudalherrschaft. Hecker selbst musste in die Vereinigten Staaten emigrieren. Die in Schwanheim wohlbekannte Familie Saffran trägt unter Einheimischen noch heute den Übernamen „Hecker“. Nur ganz wenige Straßennamen in Schwanheim, darunter die Heckerstraße, „überlebten“ die Eingemeindung 1928 nach Frankfurt.
Hedderichstraße, Sachsenhausen
Carl Hedderich, Mäzen der Stadt Frankfurt.
Heddernheimer Landstraße, Heddernheim
Die Heddernheimer Landstraße beginnt an der Nidda und geht bis zur Haltestelle Heddernheimer Landstraße / Stadtteilgrenze Niederursel
Hedwig-Dransfeld-Straße, Bockenheim
Hedwig Dransfeld (Pseudonym: Angelika Harten), (1871–1925), deutsche Politikerin. Die katholische Lehrerin war langjährige erste Vorsitzende des Katholischen Deutschen Frauenbundes (KDFB) und leitete die Redaktion der Frauenzeitschrift Die christliche Frau. Sie war eine entschiedene Kämpferin für das Frauenwahlrecht (eingeführt 1919). Die Hedwig-Dransfeld-Straße führt an der Frauenfriedenskirche vorbei, deren Konzept maßgeblich auf Hedwig Dransfeld zurückgeht.
Heerstraße, Praunheim/Rödelheim
Von römischen Truppen zwischen 80 und 100 n. Chr. angelegte Verbindungsstraße zwischen dem Legionslager in Mainz (Mogontiacum) und dem (zunächst militärisch genutzten) Lager Nida in der Nähe des heutigen Frankfurter Nordwestzentrums. Die Straße führte bis zu den römischen Lagern in der Wetterau und wurde später als Elisabethenstraße bezeichnet.
Hegarstraße, Schwanheim
Friedrich Hegar (1841–1927), Schweizer Chorkomponist und Dirigent
Hegelstraße, Nordend
Georg Wilhelm Friedrich Hegel (1770–1831), deutscher Philosoph und sowohl zentrale als auch letzte Gestalt des Deutschen Idealismus. In seiner Frankfurter Zeit von 1797 bis 1800 als Hauslehrer entstanden dazu die ersten Entwürfe.
Heidelbachstraße, Bornheim (1935–1945 Egerer Straße)
Die Angehörigen von Henriette Heidelbach, geb. Gans, errichteten zu ihrem 80. Geburtstag die Heidelbach-Stiftung, mit der in der Frankenallee eine Kinderkrippe errichtet wurde.
- Eger, tschechischer Name Cheb, Stadt in Böhmen.

Heidelberger Straße, Gallus
Heidelberg, Universitäts- und Kreisstadt in Baden-Württemberg, Sinnbild deutscher Romantik und fröhlichen Studentenlebens, ehedem Residenz des Pfalzgrafen bei Rhein, also der Kurpfalz. Viel besungen ist Heidelberg nach wie vor eine Attraktion im Tourismus. Ursprünglicher Name war von ca. 1890 bis 1947 Bülowstraße.
Heideplatz und Heidestraße, Bornheim
Die noch im 19. Jahrhundert unbebaute Fläche zwischen der Altstadt und dem früheren lustigen Dorf Bornheim war die für Ausflüge und Feste gern genutzte Bornheimer Heide.
Heidetränkstraße, Niederursel
Das Heidetränktal im Taunus, wo noch ein keltischer Ringwall zu besichtigen ist. Kelten galten als Heiden, also wurde die dortige Viehtränke eben die Heidetränke genannt.
Heigenbrücker Weg, Sachsenhausen
Heigenbrücken, Gemeinde im Landkreis Aschaffenburg/Unterfranken.
Heilbronner Straße, Gutleutviertel
Heilbronn, Kreisstadt im fränkischen Teil Baden-Württembergs.
Heiligenstockweg, Berkersheim, Seckbach
Auf dem früheren Weg von Berkersheim zur Friedberger Warte stand ein Heiligenstock mit Ruhebank, wo die Marktfrauen ihre Traglasten absetzen, beten und ausruhen konnten.
Heiligkreuzgasse, Innenstadt
Nach einem Kreuz, das auf dem Klapperfeld gestanden haben soll (siehe Klapperfeldstraße).
Heilmannstraße, Praunheim
Die Herren von Praunheim trugen einige Male den Vornamen Heilmann, so auch der 1472 verstorbene Edelknecht Heilmann von Praunheim, dessen Grabmal noch heute im Frankfurter Dom zu besichtigen ist.
Heilsberger Straße, Bergen-Enkheim
Der Heilsberg, seit 1948 Stadtteil von Bad Vilbel im Wetteraukreis. Er entstand erst nach dem Zweiten Weltkrieg auf einem ehemaligen Truppenübungsplatz und wurde Heimstatt für Vertriebene und Umsiedler aus den ehemaligen Ostgebieten. Der Name wurde in Anlehnung an eine heute polnische Stadt Heilsberg in Ostpreußen gewählt.
Heimatring, Sachsenhausen
Benannt nach der Siedlungsgesellschaft „Heimat“, die nach den Plänen von Stadtbaurat Ernst May in den Jahren 1927 bis 1934 die Heimatsiedlung errichtete.
Heimchenweg, Unterliederbach
Das Diminutiv von Heim, genauer gesagt die Siedlung Arbeiterheim der Farbwerke Hoechst, gab dieser Straße ihren Namen.
Heinestraße, Nordend (1935–1945 Rudolf-Jung-Straße)
Christian Johann Heinrich Heine (1797–1856), einer der bedeutendsten deutschen Dichter und Journalisten des 19. Jahrhunderts. Trotz heftiger antisemitischer Einwände war Frankfurt die erste deutsche Stadt, die Heine 1913 ein Denkmal widmete. Berühmt geworden ist sein zum Lied vertontes Loreley-Gedicht Ich weiß nicht was soll es bedeuten.
- Rudolf Jung (1859–1922), Archivdirektor

Heinrich-Baldes-Straße, Sossenheim
Heinrich Baldes (1857–1924), Heimatforscher
Heinrich-Becker-Straße, Nieder-Eschbach
Heinrich Becker (1890–1958) war in den Jahren 1924 bis 1933 und 1945 bis 1947 Bürgermeister in Nieder-Eschbach
Heinrich-Berbalk-Straße, Bonames
Heinrich Karl Berbalk (1911–1961), aus dem Sudetenland stammender Bürgermeister von 1952 bis 1961 im damals noch selbständigen Nieder-Eschbach. Gegen erhebliche Widerstände ließ er Wasser und Kanalisation verlegen sowie die heutige „Michael-Grzimek-Schule“ bauen.
Heinrich-Bingemer-Weg, Bergen-Enkheim, verläuft parallel zur Hang-Topografie ab der Straße Neuer Weg im Westen, am Hang entlang und oberhalb der Schule am Hang bis zum Fritz-Schubert-Ring im Osten.
Heinrich Bingemer (1888–1995). Gebürtig aus Enkheim, Direktor des Historischen Museums in Frankfurt und Gründer der wissenschaftlichen Heimatforschung Bergen-Enkheim.
Heinrich-Bleicher-Straße, Dornbusch
Heinrich Bleicher (1861–1928), Stadtkämmerer mit großen Verdiensten um die Sanierung der Finanzen nach dem Ersten Weltkrieg und der Inflationszeit 1923.
Heinrich-Hardt-Straße, Griesheim
Heinrich Hardt (1869–1954), Rektor der Griesheimer „Knabenschule“ (ab 1904) und Rektor der „Waldschule“ (ab 1918), der heutigen Eichendorffschule, die Umbenennung erfolgte nach der Eingemeindung.
Heinrich-Hertz-Straße, Bockenheim
Heinrich Hertz (1857–1894), deutscher Physiker und Professor für Physik. Er entdeckte die Existenz der elektromagnetischen Wellen. Die Einheit der Frequenz, eine Schwingung pro Sekunde = 1 Hertz (Abk. 1 Hz), ist nach ihm benannt.
Heinrich-Hoffmann-Straße, Niederrad
Heinrich Hoffmann (1809–1894) war ein Frankfurter Neurologe und Autor des Kinderbuchs Struwwelpeter. In der Heinrich-Hoffmann-Straße stehen unter anderem die Zentren für Neurologie und Neurochirurgie sowie für Psychiatrie der Universitätsklinik und das Max-Planck-Institut für Hirnforschung.
Heinrich-Hopf-Straße, Sossenheim
Heinrich Hopf (1869–1929) war Stadtverordnetenvorsteher von 1919 bis 1924.
Heinrich-Kegelmann-Weg, Bergen-Enkheim
Heinrich Kegelmann (1920–1980), machte sich um das Vereinsleben in Bergen-Enkheim, besonders als jahrzehntelanger Vereinspräsident des Karnevalsvereins 1897 e. V. Enkheim (KVE), verdient.
Heinrich-Kraft-Park, Fechenheim
Heinrich Kraft (1903–1971), Stadtverordnetenvorsteher von 1960 bis 1971
Heinrich-Lanz-Allee, Kalbach
Heinrich Lanz (1838–1905), Erfinder und Hersteller von Landmaschinen, Lokomobilen und Traktoren, die unter dem Markennamen LANZ in alle Welt exportiert wurden. Seit 1956 John Deere.
Heinrich-Limpert-Weg, Sachsenhausen
Heinrich Limpert (1858–1938), Frankfurter Maler
Heinrich-Lübke-Straße, Praunheim
Nach Heinrich Lübke (1894–1972), dem zweiten Bundespräsidenten der Bundesrepublik Deutschland, sind deutlich weniger Straßen benannt als nach seinem Vorgänger, doch Frankfurt widmete ihm eine kleine Wohnstraße in der Siedlung Ebelfeld in Praunheim.
Heinrich-Plett-Straße, Berkersheim
Heinrich Plett (1908–1963), Gewerkschafter, SPD-Politiker, Vorsitzender der Neue Heimat, einer gemeinnützigen Wohnungsbaugesellschaft, die ab 1982 wegen Fehlverhaltens seines Nachfolgers und Ziehsohnes in die Schlagzeilen geriet und aufwändig saniert werden musste.
Heinrich-Rößler-Straße, Nordend
Heinrich Roessler (1845–1924), Chemiker und Fabrikant, Miterbe der von seinem Vater gegründeten Frankfurter Scheideanstalt, die später in der Degussa AG aufgegangen ist.
Heinrich-Seliger-Straße, Niederrad
Heinrich Seliger (1888–1956), Stadtrat und Schuldezernent.
Heinrich-Stahl-Straße, Nied
Heinrich Stahl (1908–1945), Bürger von Nied. Wegen angeblicher Wehrkraftzersetzung am 25. Januar 1945 im KZ Oranienburg hingerichtet.
Heinrichstraße, Gallus
Kaiser Heinrich IV. (1050–1106) – aus dem Geschlecht der Salier – wurde berühmt durch seinen heute sprichwörtlichen Gang nach Canossa, als er im Investiturstreit mit Papst Gregor VII. in Canossa um die Lösung seiner Person vom Kirchenbann bitten musste.
Heinrich-Tessenow-Straße, Praunheim
Die Straße liegt in der Siedlung Westhausen des Frankfurter Stadtbaurats Ernst May. Wie May war Heinrich Tessenow (1876–1950) Architekt in der Zeit der Weimarer Republik.
Heinrich-Wilhelm-Römer-Anlage, Eckenheim
Heinrich Wilhelm Römer (1836–1909), ab 1869 bis 1909 letzter Eckenheimer Bürgermeister vor dessen Eingemeindung 1910 nach Frankfurt.
Heinrich-Zinß-Weg, Bergen-Enkheim
Heinrich Zinß (1875–1931), Bürgermeister der Gemeinde Bergen-Enkheim von 1923 bis 1931.
Heinz-Herbert-Karry-Straße, Seckbach, früher Rotenburger Straße
Der hessische Wirtschaftsminister Heinz-Herbert Karry (1920–1981), FDP-Politiker aus Frankfurt, wurde 1981 in seinem Seckbacher Haus in der Hofhausstraße von Mitgliedern der linksradikalen Revolutionären Zellen ermordet.
Heinz-Raspe-Platz, Ostend
Heinz Raspe (1907–1977), Ingenieur und Hafendirektor in Frankfurt
Heinz-Saalig-Weg, Riederwald
Heinz Saalig (1922–2007), Frankfurter Maler und Bildhauer, Mitbegründer der Künstlergruppe „Griesheimer Schule“
Heinzstraße, Ginnheim
benannt nach einer alteingesessenen Ginnheimer Familie, die auch heute noch in dieser Straße wohnt
Heisterstraße, Sachsenhausen
Lorenz Heister (1683–1758), Arzt und Wissenschaftler, gebürtig in Frankfurt. Sohn von Heinrich Heister, Dielenhändler und Wirt (Gasthaus „Zur Stadt Darmstadt“ in der Fischergasse, unweit des Doms). Ab 1710 Professor der Anatomie und Botanik an der Universität Altdorf bei Nürnberg, Begründer der wissenschaftlichen Chirurgie und Wundarzneikunde.
Heldenbergener Straße, Bonames
Heldenbergen, seit 1970 Stadtteil von Nidderau im Main-Kinzig-Kreis
Helene-Adler-Weg, Kalbach-Riedberg
Helene Adler (1849–1923), Frankfurter Lyrikerin
Helene-Lange-Straße, Kalbach
Helene Lange (1848–1930), Pädagogin, Vorkämpferin der Frauenbewegung des ausgehenden 19. Jahrhunderts und eine Förderin der Mädchenbildung. Nach ihr sind u. a. Schulen in Höchst und Wiesbaden benannt.
Helgoländer Straße, Westend
Helgoland, Nordsee-Insel in der Deutschen Bucht, 1890 von Deutschland im Tausch gegen die Insel Sansibar von England erworben. Haupteinkommen stammt vom Tagestourismus.
Hellerhofstraße, Gallus
Der ehemalige Hellerhof, benannt nach dem Besitzer Jakob Heller, der es 1453 erwarb. Um 1902 zu Bauland gewandelt.
Helmholtzstraße, Ostend
Hermann von Helmholtz (1821–1894 in Charlottenburg) war ein deutscher Physiologe, Physiker und naturwissenschaftlicher Universalgelehrter.
Helmut-Coing-Weg, Westend-Nord
Helmut Coing (1912–2000), Rechtswissenschaftler, 1938 in Frankfurt habilitiert, ab 1941 Professor für Römisches und Bürgerliches Recht daselbst, zeitweise Rektor und Vorsitzender der Westdeutschen Rektorenkonferenz. 1964 Gründungsdirektor des Max-Planck-Instituts für europäische Rechtsgeschichte.
Helmut-Sittler-Promenade, Fechenheim
Helmut Sittler (1928–2010), laut einer Würdigung eine um das Wohl der Allgemeinheit besonders verdiente Persönlichkeit
Helmut-Walcha-Straße, Gallus
Helmut Walcha (1907–1991), Organist und Cembalist, der ab 1929 in Frankfurt wirkte. Obwohl mit 16 Jahren bereits erblindet, entwickelte er sich zu einem bedeutenden Bachinterpreten. Seit 1933 Lehrer am Hoch’schen Konservatorium, 1938 erhielt er eine Professur für Orgel an der Frankfurter Musikhochschule.
Hemmerichsweg, Gallus
Ein Hemmerich hatte um 1748 dort einen Hof erworben, nach dem diese Straße und der parallel dazu fließende Hemmerichsgraben benannt ist.
Hennegasse, Niederursel
Henne Veit zu Ursel verkaufte wegen einer finanziellen Notlage 1436 einen Teil seines Besitzes in Niederursel an die Stadt Frankfurt
Henning-von-Tresckow-Straße, Kalbach-Riedberg
Henning von Tresckow (1901–1944), deutscher General und Widerstandskämpfer, der sich nach dem missglückten Attentat auf Adolf Hitler vom 20. Juli 1944, an dem er maßgeblich beteiligt war, selbst das Leben nahm
Henriette-Fürth-Straße, Schwanheim
Henriette Fürth (1861–1938), in Gießen geborene jüdischstämmige Sozialpolitikerin und Frauenrechtlerin des Kaiserreiches. Langjährige Stadtverordnete in Frankfurt, 1933 aus dem Amt gejagt starb sie vereinsamt in Bad Ems. Ihre acht Kinder emigrierten.
Henry-Budge-Straße, Dornbusch (1935–1945 Langemarck Straße)
Privatbankier Henry Budge (1840–1928) gründete 1920 die heute noch bestehende „Henry- und Emma-Budge-Stiftung“ für ältere, Unterstützung benötigende Menschen jüdischen und christlichen Glaubens.
- Langemark, Ort in Belgien, bei dem 1914 eine heftige Schlacht mit schweren Verlusten auf deutscher Seite stattfand.

Henschelstraße, Ostend
Die nahe dem Ostbahnhof verlaufende Straße erinnert an die Industriellendynastie Henschel, die ihren Aufstieg vor allem dem Bau von Lokomotiven verdankte.
Henselstraße, Niederrad
Karl Hensel (1825–1901), städtischer Forstmeister, widmete den Stadtwald als Erster um zu einem Erholungsgebiet für die Frankfurter Bevölkerung.
Herbartstraße, Nordend
Johann Friedrich Herbart (1776–1841), Philosoph, Psychologe und Pädagoge, der über den deutschen Sprachraum hinaus als Klassiker der Pädagogik gilt.
Herbert-Boehm-Straße, Niederrad
Herbert Boehm (1894–1954), städtischer Baudirektor und Leiter des hiesigen Stadtplanungsamtes.
Herbert-von-Meister-Straße, Sindlingen
Herbert Eugen Albert von Meister (1866–1919), Chemiker, Industrieller und Kommunalpolitiker. Dank seiner Initiative wurde 1910 die Sindlinger „Villenkolonie“ für Angestellte der Farbwerke Hoechst erbaut.
Herbesthaler Straße, Höchst
Herbesthal, Ortsteil von Lontzen im östlichen, deutschsprachigen Belgien um Eupen, gehörte bis 1919 zum Deutschen Reich.
Herborner Straße, Heddernheim
Herborn, Stadt im Lahn-Dill-Kreis
Herchenhainer Weg, Preungesheim
Herchenhain, seit 1972 Ortsteil von Grebenhain im Vogelsbergkreis.
Herderstraße, Nordend
Johann Gottfried Herder (1744–1803), deutscher Dichter, Philosoph, Übersetzer und Theologe der Weimarer Klassik.
Hermann-Brill-Straße, Sindlingen
Hermann Brill (1895–1959), SPD-Politiker, 1920 bis 1932 Mitglied im Thüringer Landtag, im Dritten Reich inhaftiert, 1948 einer der Väter des Grundgesetzes und danach Bundestagsabgeordneter, starb in Wiesbaden.
Hermann-Eggert-Straße, Gutleutviertel/Gallus/Griesheim
Hermann Eggert (1844–1920), Architekt, u. a. des in den Jahren 1883–1888 erbauten Frankfurter Hauptbahnhofes. Die früher unbenannte Privatstraße führt von der Camberger Straße in das Griesheimer Bahnwerk hinein. 2009 erhielt sie auf Antrag der Deutschen Bahn einen eigenen Namen mit Bahnbezug. Damit sollte eine bessere Orientierung für den Lkw-Zulieferverkehr erreicht werden. Denn über die frühere Postaddresse Erzberger Straße ist das Bahngelände gar nicht erreichbar (s. Magistratsvorlage M 62).
Hermann-Küster-Straße, Sindlingen
Hermann Küster (1870–1920), evangelischer Pfarrer in Höchst, der auch für die Protestanten in Sindlingen und Zeilsheim zuständig war. Mitbegründer des Bauvereins Höchst, engagierte sich stark für die Volksbildungsarbeit.
Hermann-Mäckler-Ring, Kalbach-Riedberg
Hermann Mäckler (1910–1985), deutscher Architekt. Leitete ab 1948 den Wiederaufbau des Frankfurter Kaiserdoms. Weitere Kirchen- und Profanbauten sind z. B. die Allerheiligenkirche in Frankfurt, aber auch das St.-Katharinenkrankenhaus und die Deutsche Bibliothek in Frankfurt.
Hermannspforte, Harheim
einer von drei historischen Zugängen zum Dorf Harheim; mit einem Sühnekreuz geschmückt
Hermannstraße, Nordend
Hermann Goldschmidt soll der Namensgeber gewesen sein. Dieser war ein besonders Aktiver bei der Parzellierung des Adlerflychthofes (siehe Adlerflychtstraße).
Hermann-Waibel-Allee, Unterliederbach
Kommerzienrat Hermann Waibel (1881–1945) kam von der BASF in Ludwigshafen und war in der I.G. Farben als Vorstand für das Auslandsgeschäft zuständig.
Hermann-Wendel-Straße, Bockenheim
Hermann Wendel (1884–1936), Balkanforscher, Frankfurter Stadtverordneter sowie SPD-Reichstagsabgeordneter von 1911 bis 1918.
Hermesweg, Nordend
Über lange Jahre wurde aus dem um 1300 noch „Schwarzhermannsborn“ genannten Areal der „Hermannsborn“ und letztlich „Im Hermes“.
Herriotstraße, Schwanheim
Édouard Herriot (1872–1957), französischer Politiker, 1932 kurzfristig Ministerpräsident, Schriftsteller und Radikalsozialist.
Herrenapfelstraße, Preungesheim
Straße im sog. Apfelviertel am Frankfurter Bogen, benannt nach einer Gruppe von Apfelsorten (Kleiner, Roter, Aargauer Herrenapfel u. a.).
Herrnstraße, Oberrad
der Deutsche Orden, auch Deutschherrnorden genannt, hatte in Oberrad erheblichen Besitz.
Hersfelder Straße, Bockenheim
Bad Hersfeld, Kreisstadt im Landkreis Hersfeld-Rotenburg
Herweghstraße, Eschersheim
Georg Herwegh (1817–1875), sozialistisch-revolutionärer deutscher Dichter des Vormärz und Übersetzer.
Herxheimerstraße, Gallus (1935–1945 Nothnagelstraße)
Salomon Herxheimer (1841–1899) war Hautarzt in Frankfurt, gründete eine Poliklinik, die sein Bruder Karl Herxheimer, ab 1884 Direktor der Hautklinik des Städtischen Krankenhauses, weiter führte.
- Johann Andreas Benjamin Nothnagel (1729–1804), Maler und Tapetenfabrikant

Herzbergstraße, Niederursel
Der Herzberg (Taunus), 591 m hoher Berg nahe der Saalburg im Hochtaunuskreis, beliebtes Ausflugsziel für Wanderer und Mountainbiker der Region.
Hesselbergweg, Zeilsheim
benannt nach dem 461 m hohen Hesselberg, unweit Friedrichsdorf
Hessenplatz, Bockenheim
Im Gegensatz zu seiner westlichen (Herzogtum Nassau) und seiner östlichen Umgebung (Freie Stadt Frankfurt) gehörte Bockenheim bereits vor 1866 schon einmal zu Hessen, genau genommen zum Kurfürstentum Hessen.
Hessestraße, Heddernheim
Die aus Olpe stammenden Gebrüder Hesse richteten 1853 in der seit langem am Urselbach gelegenen Kaltmühle einen Kupferhammer ein, aus dem später die Vereinigten Deutschen Metallwerke (VDM) hervorgingen.
Heugasse, Unterliederbach
Gasse im ehemaligen Dorfkern von Unterliederbach
Heusingerstraße, Nied
Edmund Heusinger von Waldegg (1817–1886), ein aus Bad Schwalbach stammender deutscher Ingenieur und Eisenbahnpionier, der beim Bau der Taunusbahn und Homburger Bahn maßgeblich mitwirkte, sich aber auch im gesamten Reichsgebiet Meriten erwarb.
Heussenstammstraße, Dornbusch
Dr. Karl Heussenstamm (1835–1913), Bürgermeister der Stadt Frankfurt, vermachte ihr einen großen Teil seines Vermögens für eine Wohlfahrtsstiftung.
Heussleinstraße, Sindlingen
Georg Martin Heusslein (1754–1833), katholischer Pfarrer in Sindlingen von 1791 bis 1829. Vorher Pfarrer in Mombach von 1783 bis 1798.
Heylstraße, Eschersheim
Name einer alteingesessenen Eschersheimer Familie, die auch mehrere Eschersheimer Bürgermeister stellte.

## Hi
Hildburghäuser Weg, Zeilsheim (1900–1917 unbenannt, 1917–1928 Heidelberger Straße)
Hildburghausen, Kreisstadt im thüringischen Landkreis Hildburghausen
Hildegard-Schaeder-Straße, Oberrad
Hildegard Schaeder (1902–1984), Überlebende des KZ Ravensbrück, in das sie 1943 wegen Begünstigung von Juden eingeliefert wurde, und als Schriftstellerin über diese Zeit berichtete. Sie starb in Frankfurt.
Hildegard-von-Bingen-Weg, Niederursel
Hildegard von Bingen (1098–1179), Äbtissin und Mystikerin. Sie beschäftigte sich mit so unterschiedlichen Disziplinen wie Religion, Medizin, Biologie und Musik.
Hilligengasse, Höchst
Nach dem Hilligenturm (abgeleitet von Heiligenturm), einem Turm in der früheren Stadtbefestigung.
Hinter dem Lämmchen, Altstadt
Dieses Gässchen führte nördlich parallel zum Markt vom Nürnberger Hof zum Hühnermarkt. Das namensgebende Haus Goldenes Lämmchen grenzte direkt an den Nürnberger Hof, den Sitz der Frankfurter Börse seit Ende des 17. Jahrhunderts. Der Goldene Lämmchen-Hof diente ab 1417 als Sitz der Handelsgesellschaft der Blum und bot während der Messen Quartier und Stapelraum für auswärtige Kaufleute. 2018 als Gasse der Neuen Frankfurter Altstadt wiedereröffnet.
Hinter dem Sausee, Seckbach
Von der Bebauung Seckbachs aus betrachtet, liegt die Straße hinter dem Sausee, daher der Name.
 Hinter der Schlimmen Mauer (alt), Innenstadt
Im Mittelalter war dieser Weg noch als Froschgasse bekannt, vermutlich benannt nach der Familie Frosch. Bereits ab 1368 als Slymmengasze bezeugt, aufgrund von Bewohnern mit dem Namen Slymme. Im 15. und 16. Jhd. schrieb man Schlymgasze, Schlimmengass und gelegentlich auch Schlummengass. Ab dem 17. Jahrhundert wurde sie aufgrund einer langen Hof- oder Gartenmauer zunehmend auch Hinter der Schlimmen Mauer geschrieben, so auch in Goethes Autobiographie. Im 19. Jhd. erhielt sie dann ihren heutigen Namen Stiftstraße.
Hintergasse, Seckbach
Nördlich der Hintergasse und östlich der Straße Am Lohrberg befand sich früher ein Braunkohle-Bergwerk der Taunus-Gewerkschaft, wie eine Karte von 1867 ausweist. – Vor dem Haus Hintergasse 16 finden sich die Mühlsteine der früheren Seckbacher Mühle, gespeist vom Mühlbach, einem Zusammenfluss mehrerer Quellen des Lohrberges. Die gebogene Hintergasse mündet und endet an der Hofhausstraße; sie liegt vom Ortskern aus gesehen hinter dem Rathaus.
Hirzenhainer Straße, Eckenheim
Hirzenhain, Gemeinde im Wetteraukreis, im Dritten Reich Außenstelle des Arbeitserziehungslagers Frankfurt-Heddernheim, in dem kurz vor Kriegsende noch zahlreiche Hinrichtungen verübt wurden.

## Ho
Hochschildstraße, Preungesheim (1934–1945 Taufsteinstraße)
Samuel Hochschild (1852–1911), Futtermittelhändler jüdischer Abstammung, hatte ein großes Areal in Preungesheim zusammengekauft und dessen Bebauung in Eigenregie arrangiert.
- Taufstein, Erhebung im Vogelsberg

Hochstädter Straße, Seckbach
Hochstadt, Stadtteil von Maintal und bekannt für seine gut erhaltene Altstadt sowie seine Apfelweinkelterei (Der Alte Hochstädter).
Höchster Markt, Höchst
Der zwischen Melchiorstraße, Justinuskirchstraße und Antoniterstraße gelegene Platz wurde 1923 als neuer Höchster Marktplatz angelegt.
Höchster Schloßplatz, Höchst
Der Platz vor dem Höchster Schloß  in der gut erhaltenen Altstadt gehört zu den schönsten Stadtplätzen Frankfurts.
Hochstraße, Innenstadt
Die Hochstraße verläuft entlang der ehemaligen Stadtmauer und verdankt ihren Namen wohl der Tatsache, dass sie die höchstgelegene Straße innerhalb der Stadtmauern war.
Hoechster-Farben-Straße, Sindlingen
Farben waren die ersten Produkte und deshalb auch lange Zeit Namensbestandteil der ehemaligen Farbwerke Hoechst AG.
Hoffeldstraße, Oberrad
Straße, die zu dem „Hoffeld“, den Äckern und Wiesen des Wasserhofs führte.
Hofgartenweg, Seckbach
Der Name ist auf die Gärten der Seckbacher Bauernhöfe zurückzuführen.
Hofhausstraße, Seckbach
benannt nach dem früheren „Hofhaus“, das einst zu dem Seckbacher Hofgut der Schelme von Bergen gehört hatte.
Hofheimer Straße, Zeilsheim
Hofheim am Taunus, Kreisstadt des Main-Taunus-Kreises, unmittelbar angrenzend an Zeilsheim
Hofstraße, Innenstadt
Früherer Hofraum für die dortigen Herrschaftshäuser am Untermainkai.
Hohe Kanzel, Zeilsheim
Die Hohe Kanzel, 592 m hoher Berg bei Niedernhausen im Rheingau-Taunus-Kreis
Hohemarkstraße, Niederursel
die Hohemark, Gemarkung der Stadt Oberursel, Endstation der Taunusbahn, jetzt U-Bahn U3. Bereits in fränkischer Zeit bestehende Waldgenossenschaft von damals 19 Dörfern. In napoleonischer Zeit wurde die Genossenschaft aufgelöst und der Besitz aufgeteilt.
Hohe Straße, Bergen-Enkheim, Anbindungsstraße für diverse Aussiedlerhöfe und zur landwirtschaftlichen Nutzung auf dem Berger Rücken bis nach Marköbel.
als Via Regia schon seit dem Mittelalter bedeutende Reichs-, Pilger- und Handelsstraße zwischen dem Rhein und Breslau in Schlesien, die im Streckenabschnitt Frankfurt-Leipzig den Namen „Hohe Straße“ trägt, vermutlich, weil sie die Feucht- und Sumpfgebiete möglichst mied und so zu allen Jahreszeiten genutzt werden konnte. Die Via Regia war eine prähistorische Verbindung von Spanien nach Russland. Auf dem heutigen Frankfurter Stadtgebiet verlief sie von Höchst (alte Elisabethenstraße) über die Nidda bei Nied (Rödelheimer Straße, heute Oeserstraße), am Rebstock vorbei durch den Biegwald (Biegweg), dann nördlich an Bockenheim vorbei, über die Ginnheimer Höhe (Diebsgrundweg), den Dornbusch (Marbachweg) und den Lohrberg sowie Bergen.
Höhenblick, Ginnheim
Eine auf der „Ginnheimer Höhe“ vom Stadtbaumeister Ernst May angelegte Siedlung mit sehr schönem Blick auf die Taunushöhen. Für sich selbst baute er an prominenter Stelle eine Villa, mit unverbaubarem Blick, in der Ludwig-Tieck-Straße 11.
Hohenstaufenstraße, Gallus
Das Haus Hohenstaufen (die Staufer) stellte im Hohen Mittelalter mehrere deutsche Kaiser, unter ihnen der sehr bekannte Friedrich I., genannt Barbarossa, oder seinen Enkel Friedrich II. Die Stauferkaiser trugen viel zur Stadtentwicklung Frankfurts bei.
Hohensteiner Straße, Bockenheim
Hohenstein (Untertaunus), Gemeinde im Rheingau-Taunus-Kreis. Denkbar auch eine Benennung nach Hohenstein in Ostpreußen (heute Olsztynek), da fast alle Nachbarstraßen Namen ostpreußischer Städte tragen (z. B. Tilsiter, Königsberger, Rossittener, Elbinger, Lötzener Str.).
Höhenstraße, Bornheim
bis zur Eingemeindung nach Frankfurt hieß sie noch Taunusstraße, die es aber auch im Bahnhofsviertel schon gab. Man erinnerte sich dann der früher für den Taunus gebräuchlichen Bezeichnung „die Höh“, vgl. „Bad Homburg vor der Höhe“, und schon war das Problem gelöst. Siehe dazu Erläuterung bei „Homburger Straße“.
Hoherodskopfstraße, Preungesheim
Der Hoherodskopf (764 m) ist der zweithöchste Berg im oberhessischen Vogelsberg. Die Hoherodskopfstraße hieß bis 1962 Hoherodskopfweg und wurde im Rahmen eines Siedlungsneubaus mit Reihenhäusern für Familien im Verlauf geändert und umbenannt.
Holbeinstraße und Holbeinsteg, Sachsenhausen
Die Holbeins, eine Malerdynastie: Hans Holbein der Ältere (um 1465–1524). Er malte vor allem religiöse Werke im spätgotischen Stil. Später kamen noch Renaissanceelemente hinzu. In seinen späten Schaffensjahren glichen seine Bilder sehr denen seines Sohnes Hans Holbein der Jüngere (1497–1543), der bei ihm in die Lehre gegangen war. Nach dem protestantischen Bildersturm in Basel 1529 erhielt er kaum noch Aufträge und verließ deshalb 1532 die Stadt Richtung England, wo er als Hofmaler König Heinrichs VIII. wirkte.
Hölderlinstraße, Ostend
Johann Christian Friedrich Hölderlin (1770–1843), Dichter, zählt zu den bedeutendsten deutschen Lyrikern. Sein Werk verbindet die Klassik und Romantik. 1796 war er als Hauslehrer beim Frankfurter Bankier Gontard angestellt und verliebte sich unsterblich in dessen Frau Susette.
Höllbergstraße, Eschersheim
Ein bereits in der Römerzeit benutzter Hohlweg, „die Helle“. Er war Teilstück der von Nida kommenden und über Preungesheim und Bergen zum Kleinkastell Langendiebach führenden Römerstraße.
Hollerkopfstraße, Niederursel
Der Hollerkopf, 616 m hoher Berg im Hochtaunus, südlich von Wehrheim-Obernhain
Höllgasse, Altstadt
Zu den zahlreichen Kuriosa des alten Frankfurt gehörte, das Gässchen unmittelbar vor dem Domturm „Höllgasse“ zu benennen. Die östliche Straßenseite wurde 1900 niedergerissen, um den Dom „freizulegen“, was damals in vielen Städten Mode war und ernsthaft für denkmalpflegerisch wertvoll gehalten wurde. An der Ecke zum Markt stand das rekonstruierte Haus Goldene Waage, eines der schönsten Fachwerkhäuser der Stadt.
Holunderweg, Frankfurter Berg
Die Holunder (Sambucus) bilden eine Pflanzengattung in der Familie der Moschuskrautgewächse (Adoxaceae).
Holzgraben, Altstadt
Teil der ersten Stadtbefestigung, also der „Staufenmauer“. Nach dem Bau der wesentlich erweiterten Stadtmauer diente der nun für die Verteidigung nutzlos gewordene und daher zugeschüttete Graben als Lagerplatz für Holz und als Schießplatz für die Armbrustschützen. Ab 1580 begann man mit dem Häuserbau an dieser Straße.
Holzhausenstraße, Nordend/Westend
Das Patriziergeschlecht der Holzhausen ist benannt nach ihrem früheren Wohnort Burgholzhausen, heute Stadtteil von Friedrichsdorf. Es erreichte eine bedeutende Stellung in der Stadt und stellte allein 60 Mal den Bürgermeister. 1923 in Frankfurt erloschen. Das Holzhausenschlösschen war ab 1740 Stammsitz der Familie.
Holzhecke, Niederrad
Das Waldstück „Holzhecke“, früher Haupteingang zum Frankfurter Stadtwald, kam um 1483 durch Kauf an Frankfurt. 1863 wurde auf dem Areal gegen starken Widerstand die Pferderennbahn eingerichtet, wofür 60 Morgen Wald eingeschlagen wurden.
Holzmannstraße, Ostend
Philipp Holzmann (1836–1904), Bauunternehmer aus Sprendlingen, gründete 1849 die Philipp Holzmann AG, die sich bald auch international einen Namen machte und beispielsweise 1902 die Bagdadbahn baute. Nachdem sie zeitweise zum größten Baukonzern Deutschlands geworden war, musste sie 2002 spektakulär die Insolvenz anmelden und wird seitdem abgewickelt.
Homburger Landstraße, Nordend-West, Preungesheim, Eckenheim, Frankfurter Berg, Bonames, Nieder-Eschbach
Seit der Eingemeindung von Niedereschbach 1972 und der Umbenennung der dortigen Durchgangsstraßen in Homburger Landstraße ist sie die längste Straße der Stadt und führt tatsächlich bis an die Stadtgrenze von Bad Homburg vor der Höhe (Ober-Eschbach).
Homburger Straße, Bockenheim
Bad Homburg vor der Höhe, Kreisstadt des Hochtaunuskreises. „Die Höh“ war bis zum 18. Jahrhundert die gängige Bezeichnung für das Mittelgebirge, das danach in Anlehnung an eine Erwähnung des römischen Schriftstellers Tacitus in Taunus umbenannt wurde.
Homolkaweg, Unterliederbach
Dr. Ing. Benno Homolka (1860–1925), Chemiker der Farbwerke Hoechst
Honsellbrücke und Honsellstraße, Ostend
Max Honsell (1843–1910) bedeutender Wasserbauer und Bauingenieur, führte die Oberrheinkorrektur von Tulla zu Ende. 1908 badischer Finanzminister.
Hornauer Straße, Gallus
Hornau, Stadtteil von Kelkheim (Taunus) im Main-Taunus-Kreis
Hörselbergstraße, Unterliederbach
Der Große Hörselberg (484 m) ist ein Berg in Thüringen.
Horst-Lippmann-Platz, Innenstadt
Horst Lippmann (1927–1997), Jazzmusiker, Hörfunk-Autor und Regisseur, gründete 1953 das Deutsche Jazzfestival Frankfurt. Betrieb ab 1950 mit Fritz Rau eine renommierte (Lippmann und Rau) Konzertagentur in Frankfurt, wo der gebürtige Eisenacher 1997 starb.
Horst-Schulmann-Straße, Ostend
Horst Schulmann (1933–1994), Bankier, Währungsexperte, Staatssekretär im Bundesministerium der Finanzen, gestorben in Frankfurt
Hospitalstraße, Höchst
nach dem ursprünglichen Gesindehospital aus dem Jahr 1858 benannt, der Neubau an der Gotenstraße wurde 1876 fertiggestellt
Hostatostraße, Höchst
Diese bedeutende Höchster Einkaufsstraße ehrt den sagenhaften Gründer von Höchst, Hostato.
Howaldtstraße, Ostend
Bernhard Howaldt (1850–1908), deutscher Unternehmer der Gründerzeit in den Bereichen des Maschinen-, Schiff- und Anlagenbaus und förderte maßgeblich die Industrialisierung der Stadt Kiel. Die von ihm geführten Howaldtswerke sind später fusioniert worden in die HDW und seit 2005 ein Unternehmen der ThyssenKrupp Marine Systems.
H.-P.-Müller-Platz, Heddernheim
Heinz P. Müller (gest. 1998), Frankfurter Mundartdichter, veröffentlichte gewöhnlich als H.P. Müller, gab 1968 erstmals den Frankfurter Kalenner für Uzer un Schenner heraus; Vorbild war Friedrich Stoltzes Altfrankfurter Stadt- und Landkalender.

## Hu

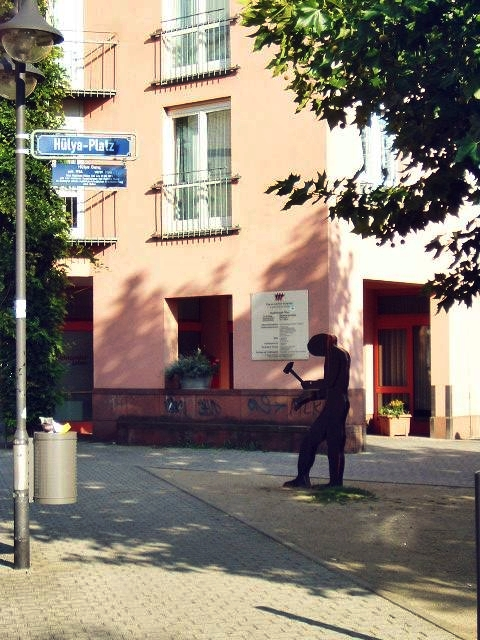
Der Hülya-Platz in Bockenheim

Hubertusgasse, Bergen-Enkheim
Nach dem Gebiet um die vormalige Hubertuskapelle, das den Schelmen von Bergen als Lehen gegeben wurde. Die Hubertuskapelle brannte 1600 vollständig ab und wurde nicht mehr aufgebaut.
Hufnagelstraße, Gallus
Wilhelm Friedrich Hufnagel (1754–1830), evangelisch-lutherischer Konsistorialrat, Initiator für die Gründung der Musterschule im Jahre 1803.
Hügelstraße, Eckenheim, Dornbusch, Ginnheim, ein kurzer Abschnitt halbseitig auch in Eschersheim
noch keine Informationen zur Herkunft verfügbar
Hugenottenallee, Sachsenhausen und Neu-Isenburg
Hugenotten, im 17. Jahrhundert aus Frankreich vertriebene Calvinisten, gründeten 1699 die Stadt Neu-Isenburg an der südlichen Stadtgrenze Frankfurts. Die Straße führt durch die Isenburger Innenstadt bis zur Isenburger Schneise auf Sachsenhäuser Gebiet.
Hugo-Eckener-Ring, Flughafen
Hugo Eckener (1868–1954), Nachfolger von Ferdinand Graf von Zeppelin. Unter seiner Regie entstand u. a. das LZ 129 „Hindenburg“. Da er die Politik der Nationalsozialisten nicht unterstützte, musste er 1936 die Leitung der Zeppelinwerke an den Luftschiffkapitän Ernst A. Lehmann abgeben.
Hugo-Güldner-Straße, Kalbach
Hugo Güldner (1866–1926), deutscher Ingenieur, Erfinder und Motorenbauer, dessen Name heute vor allem mit Pionierleistungen im Dieselmotorenbau und mit dem Markennamen der Güldner-Ackerschlepper verbunden ist.
Hugo-Junkers-Straße, Fechenheim
Hugo Junkers (1859–1935), deutscher Ingenieur und Unternehmer mit enormer Kreativität auf vielen Sektoren (Gasgeräte, Flugzeuge, Motoren). Bei Haushaltsgeräten ist die Traditionsmarke Junkers noch immer im Markt, obwohl er seine Junkers & Co. bereits 1932 an die Robert Bosch GmbH verkaufen musste. Weltberühmt die auf seinen Patenten beruhenden Flugzeuge, aus denen die „Tante Ju“ das bekannteste wurde.
Hugo-Kallenbach-Straße, Sindlingen
Hugo Kallenbach (1872–1928), Redakteur mit Schwerpunkt Sozialpolitik, Mitbegründer des „Bauvereins für Höchst und Umgebung“.
Hugo-Sinzheimer-Straße, Bonames
Hugo Sinzheimer (1875–1945), Professor an der Akademie der Arbeit in Frankfurt mit Schwerpunkt Arbeitsrecht, SPD-Politiker, Mitglied in der Weimarer Nationalversammlung. 1933 wegen seiner jüdischen Abstammung entlassen, überlebte er im holländischen Untergrund.
Hugo-Wolf-Straße, Schwanheim
Hugo Wolf (1860–1903), österreichischer Komponist. Am bekanntesten seine Liedvertonungen von Mörike-, Eichendorff- und Goethegedichten.
Hühnermarkt (auch Wurstmarkt), Altstadt
Rekonstruierter Platz nördlich des Markt. In den Hühnermarkt mündeten die Neugasse und die Gasse Hinter dem Lämmchen. 1974 bis 2010 war der Platz mit dem Technischen Rathaus überbaut.
Hühnerweg, Sachsenhausen
Volkes Witz oder Dummheit führte zur Verballhornung des Wortes Hünengräber zu „Hühnergräbern“, die in diesem Gebiet zahlreich vorhanden sind und die frühe Besiedelung der Gegend beweisen.
Hülya-Platz, Bockenheim
Zwischen der Friesengasse und der Kleinen Seestraße in Bockenheim befindet sich vor einem Altenwohnheim der Hülya-Platz. Nicht sehr groß, ist er dennoch einmalig in der Bundesrepublik Deutschland: Es ist der erste Platz, der an ein Opfer von Neonazis erinnert, nämlich an die am 25. Mai 1993 bei einem Brandanschlag in Solingen zusammen mit vier weiteren Opfern umgekommene 9-jährige Hülya Genc.
Eine, wenn auch nur mannsgroße, Nachbildung des Hammering Man wurde anlässlich einer Demonstration gegen Rechtsradikalismus von einer Bürgerinitiative auf dem Platz aufgestellt und nach Diskussionen im Ortsbeirat auch dort belassen. Sie zeigt den hammering man, wie er mit dem Hammer auf ein Hakenkreuz einschlägt. Durch eine Kurbel konnte man die Bewegungen selbst ausführen. Anfang 2008 ließ der Magistrat die Skulptur wegen angeblicher Gefährdung durch durchgerostete Teile entfernen. Die Initiative schuf eine neue, die seit Herbst 2008 wieder dort zu finden ist.
Humboldtstraße, Nordend
Wilhelm Freiherr von Humboldt (1767–1835), Staatsmann und Gelehrter, war 1816/1817 in Frankfurt als Bevollmächtigter Preußens an der Gründung des Bundestages beteiligt. Auch sein Bruder Alexander von Humboldt war öfter in Frankfurt.
Humbrachtstraße, Nordend
Das Frankfurter Patriziergeschlecht Humbracht war im 14. Jahrhundert aus Speyer zugezogen. Die Familie stellte mehrere Bürgermeister und Schöffen. 1883 in den Freiherrnstand erhoben, ist der Name seit 1896 in Frankfurt erloschen.
Humperdinckstraße, Sachsenhausen
Engelbert Humperdinck (1854–1921), Frankfurter Komponist, schrieb u. a. die Oper Hänsel und Gretel.
Humserstraße, Nordend
Gustav Humser (1836–1918), Geheimer Justizrat, langjähriger Vorsitzender der Frankfurter Stadtverordnetenversammlung.
Hünfelder Straße, Fechenheim
Hünfeld, Stadt im Landkreis Fulda
Hungener Straße, Nordend
Hungen, Stadt im Landkreis Gießen
Hunsrückstraße, Unterliederbach
Der Hunsrück ist ein Teil des Rheinischen Schiefergebirges, die Fortsetzung des Taunus auf der linken Rheinseite.
Huswertstraße, Preungesheim
Huswert, ältester namentlich erwähnter Bürger aus «Bruningesheim», aus dem sich der Name Preungesheim ableitet. Er schenkte dem Kloster Lorsch einigen Besitz.
Huthmacherstraße, Sindlingen
Franz-Josef Huthmacher, letzter Sindlinger Bürgermeister von 1888 bis zur Eingemeindung nach Höchst im Jahre 1917. Er setzte damit eine Familientradition fort, denn Peter Huthmacher (von 1815 bis 1825) und Philipp Huthmacher (von 1825 bis 1836) waren Schultheißen in Sindlingen.

## Hy
Hydronstraße, Fechenheim
Hydron ist eine Schutzmarkenbezeichnung für eine Farbstoffklasse, die von den Cassella Farbwerke Mainkur hergestellt wurde.
Hynspergstraße, Nordend
das Patriziergeschlecht Hynsperg war im 15. Jahrhundert aus Kaiserslautern zugewandert und 1458 von Alten Limpurg aufgenommen worden. Mit dem Ratsherrn und Schöffen Hector von Hynsperg erlosch 1727 das Geschlecht in Frankfurt.